# Paul Lynde

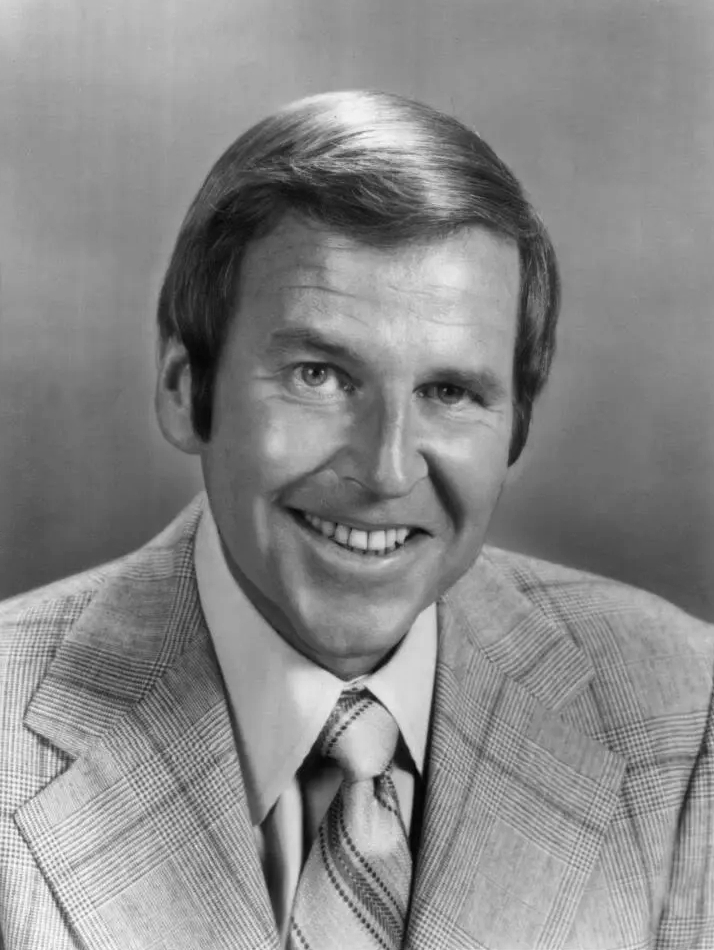
Paul Lynde in 1972

Paul Edward Lynde (13 juni 1926 - 10 januari 1982) was een Amerikaans acteur en komiek. Een van zijn bekendste rollen was die van Harry McAfee in Bye Bye Birdie. Deze rol vertolkte hij zowel in de Broadway-musical als in de filmversie van Bye Bye Birdie. Ook was hij te zien in zijn eigen sitcom The Paul Lynde Show. Verder verleende hij zijn stem aan Journey Back to Oz, de tekenfilm die een vervolg is op The Wizard of Oz. Tevens speelde hij Uncle Arthur in Bewitched.
Lynde was ook jarenlang lid van het panel van de quiz Hollywood Squares. Als zodanig kwamen zijn vileine humor en scherpe tong goed tot hun recht.
Hoewel hij nooit uit de kast kwam, was het in artiestenkringen een publiek geheim dat Lynde homoseksueel was.
Seth MacFarlane, die de stem inspreekt van Roger in de door hem bedachte animatieserie American Dad!, liet zich inspireren door het karakteristieke stemgeluid van Paul Lynde.

## Overlijden
Op 10 januari 1982 werd Lynde in zijn huis in Beverly Hills getroffen door een zwaar hartinfarct en overleed hij ter plekke. Zijn levenloze lichaam werd een dag later gevonden door zijn goede vriend Paul Barresi. Lynde werd gecremeerd en zijn as werd begraven naast zijn broer en zus.
- Bibliothèque nationale de France: cb14201244g (data)
- Gemeinsame Normdatei: 130440620
- International Standard Name Identifier: 0000 0000 1739 2929
- Library of Congress Control Number: n93010255
- MusicBrainz: f7762774-71b6-46b8-a168-b58fc1e3119d
- Virtual International Authority File: 71603585
- WorldCat: E39PBJpDHGHV8MQtWvvFCB8pyd